# LAZ–52522
A LAZ–52522 Ukrajnában, a Lvivi Autóbuszgyárban (LAZ) 1994–2006 között gyártott trolibusz. Konstrukciójában a LAZ–5252, a LAZ–52528 és a LAZ–4202 trolibuszokhoz hasonlít. Összesen 85 darabot gyártottak belőle a LAZ-nál, napjainkban ezeknek körülbelül a fele még üzemben áll. A LAZ-nál a gyártósoron az ElektroLAZ–12 váltotta fel 2006-ban. 
Nem volt sikeres konstrukció, számos műszaki probléma merült fel az üzemeltetésük során, többek között törések a hajtásláncban, problémák voltak az elektronikus hajtásvezérléssel, a sebességmérővel, továbbá az áramszedő sem volt jó konstrukció.
A LAZ–52521 autóbusz alapján fejlesztették ki. 1992-ben készült el az első példány. Még abban az évben Luckban egy kiállításon bemutatták. Ezt követően, kisebb konstrukciós változtatások után elkezdődött a sorozatgyártása a LAZ-nál.

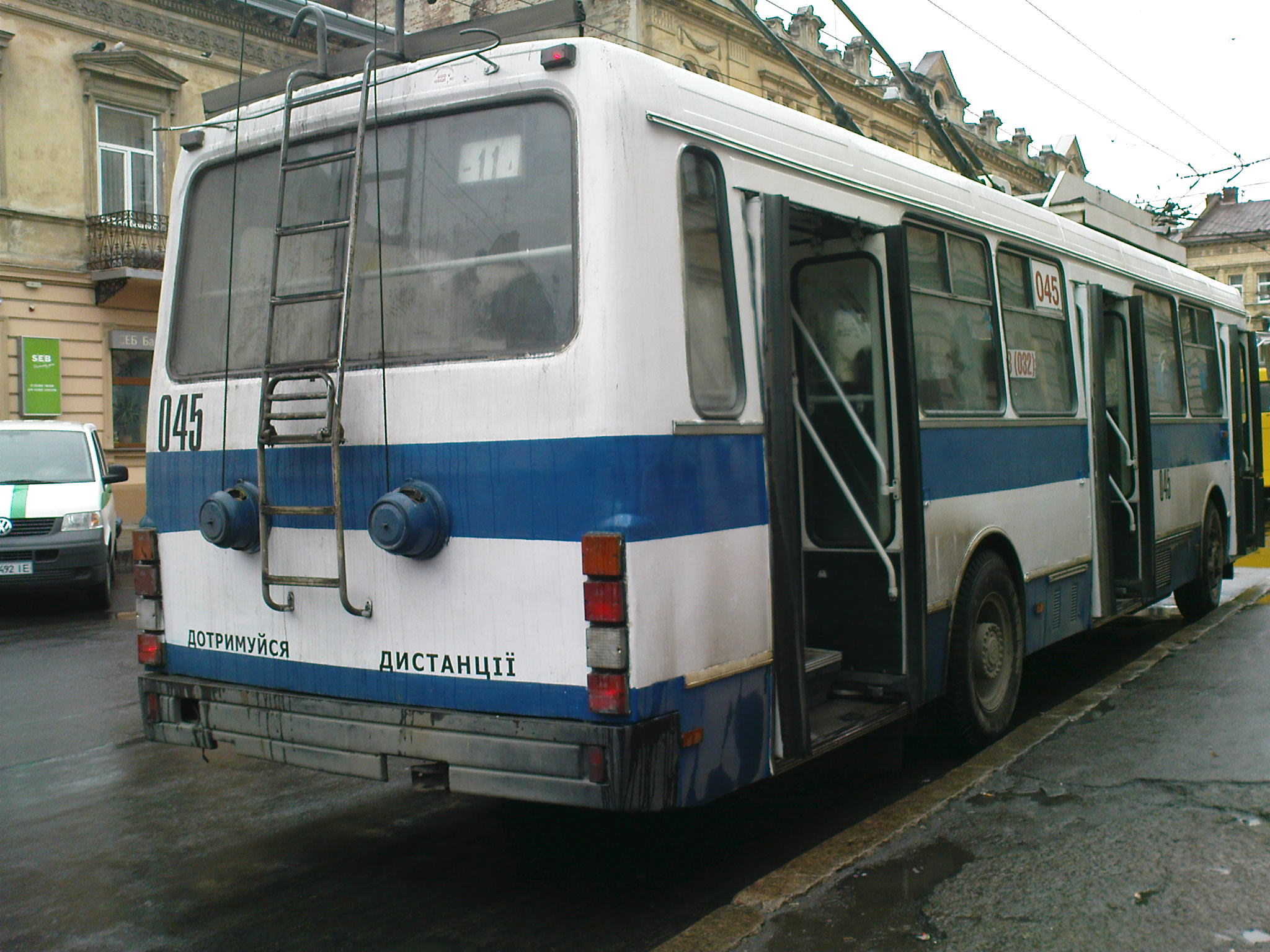
A LAZ–52522 hátulnézetben

2005-ben továbbfejlesztették és modernizálták, ekkortól a LAZ–52527 autóbusz alapján gyártották. 2006-ban mégis beszüntették a gyártását. Az utolsó gyártási évben négy darab készült, ezek Csernyivcibe és Ternopilba kerültek. 2006-tól már a korszerűbb és gyorsabb LAZ E–183 és LAZ E–301 modelleket kezdték el gyártani helyette. A megépített példányok többségét Ukrajnában használják. A legtöbbet, 48 darabot Lvivben állítottak üzembe, ezek kb. fele még üzemképes. Csernyivcibe 14 darab került, más ukrán nagyvárosokban egy-két példánya található meg. Az 1990-es években néhány darabot eladtak Oroszországba és Türkmenisztánba is. Aşgabatba négy darab, Moszkvába két darab került belőlük.
A még az első gyártási sorozatban készült példányok többsége a konstrukciós problémák miatt már nem üzemképes. Ezeket a műszaki problémákat a későbbi gyártási sorozatoknál azonban javították.
Sikertelenségéhez a műszaki problémákon túl hozzájárult az is, hogy az ukrajnai városok rossz pénzügyi helyzete korlátozta az új trolibuszok beszerzését, illetve a nagyvárosok többsége inkább a Dnyipróban nagyobb sorozatban gyártott és olcsóbb JuMZ–T2 trolibuszt választotta.

## Külső hivatkozások
- LAZ–52522 (ukránul)
- A gyártó LAZ honlapja Archiválva 2012. november 13-i dátummal a Wayback Machine-ben